# Петревич, Ансис
Ансис Петревич (лит. Ansis Petrevics; 6 марта 1882, Гробинская волость, Курляндская губерния, Российская империя — 27 ноября 1941, Пермский край, СССР) — латвийский юрист, судья, журналист. Государственный и политический деятель.

## Биография
Окончил Лиепайскую городскую школу. Экстерном сдал экзамены на звание народного учителя. С 1902 года — учительствовал. Был первым делегатом от Латвии на Всероссийском съезде учителей. С 1905 года — сотрудник редакций петербургских газет. В 1908 году переехал в Москву.
С 1910 до 1912 года работал журналистом газеты «Dzīve» в Лиепае. В 1916 году окончил Московский коммерческий институт, затем — Демидовский юридический лицей в Ярославле.
В 1918 году вернулся в Латвию. Жил в Лиепае, был назначен мировым судьей Лиепайского окружного суда. С 1919 по 1920 год — присяжный поверенный в Елгаве.
Вступил в Латвийскую радикально-демократическую партию (позже — Латвийская рабочая партия). Избирался членом Народного совета Латвии.
Занимал пост министра юстиции (26 января — 6 мая 1926), министра финансов (1 декабря 1928- 26 марта 1931) и министра внутренних дел (27 марта — 5 декабря 1931) Латвии.
После ввода советских войск в Латвию в начале Второй мировой войны, 14 июня 1941 года был арестован НКВД и выслан вглубь СССР. Содержался в Усольлаге в Пермского края, где и умер 27 ноября того же года.
В 1929 году был награжден Большим крестом Ордена Возрождения Польши, в 1930 году - Орденом Великого князя Литовского Гядиминаса I класса.